# Педру III
Педру III (5 июля 1717[…], Лиссабон — 25 мая 1786, Синтра, Лиссабон) — король Португалии с 24 февраля 1777 по 5 марта 1786. Являлся королём jure uxoris (по праву жены) и принадлежал к династии Браганса. Был сыном короля Жуана V и Марии Анны Австрийской. Женат с 1760 года на королеве Португалии Марии I, дочери своего родного брата Жозе, который, не имея наследников мужского пола, добился от папы римского разрешения на близкородственный брак. Педру не пытался принимать участие в управлении делами, тратя своё время на охоту и религию.

## Галерея

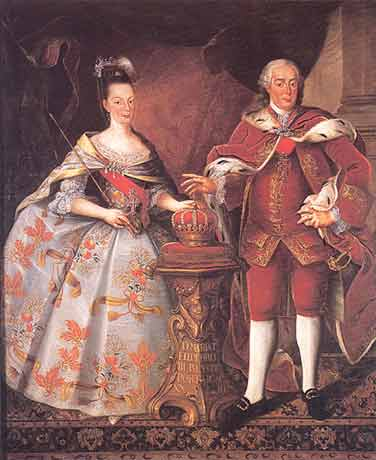
Педру III и Мария I
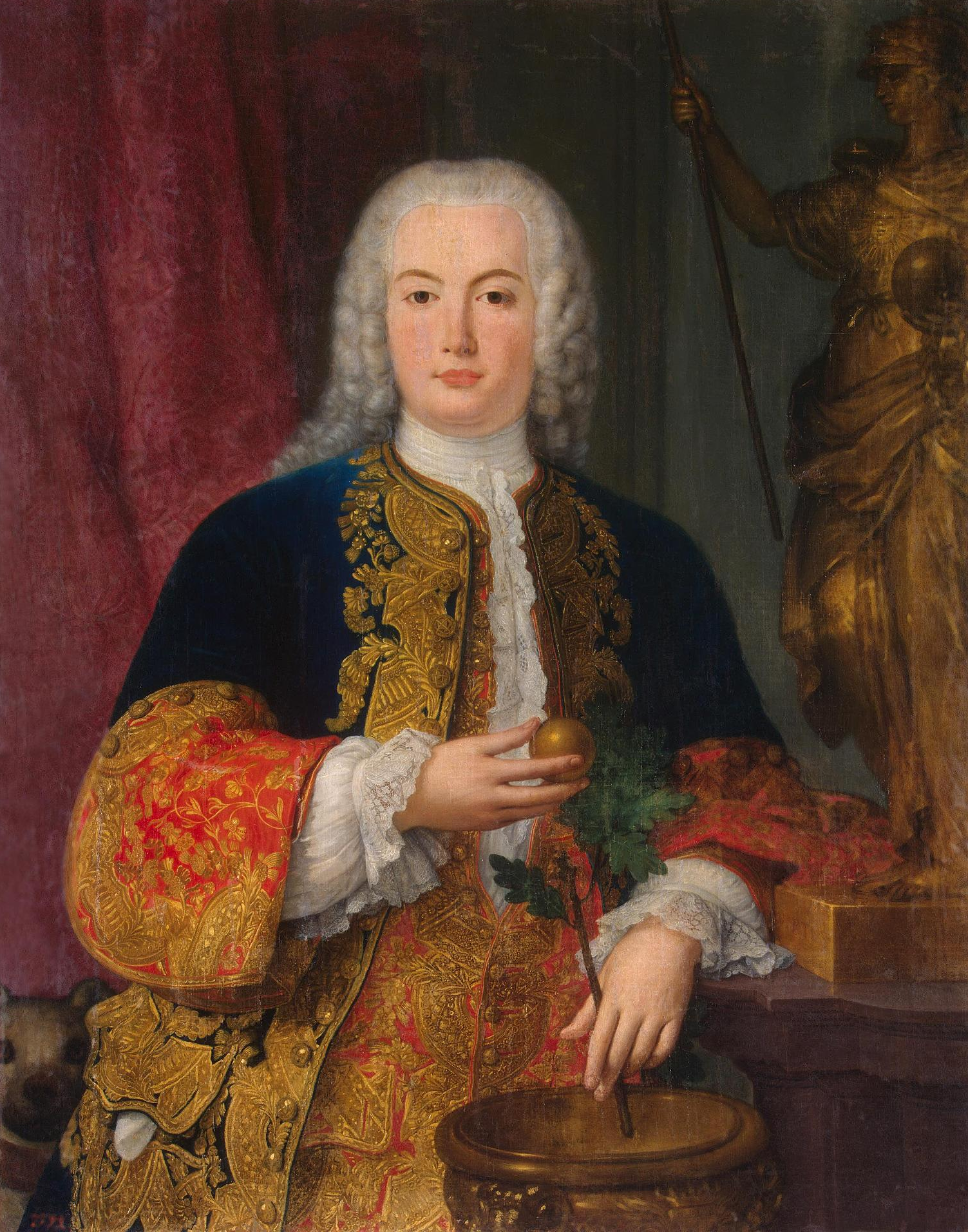
Педру III (1745)